# 알프레드 예르마니시
알프레드 예르마니시(1967년 1월 21일 ~ )는 슬로베니아의 은퇴한 축구 선수이다.

## 국가대표 경력
그는 1992년 슬로베니아대표팀에 데뷔했다. 그는 국제 A매치 29경기에 출전해서 1골을 득점하였다.

## 통계
| 슬로베니아 | 슬로베니아 | 슬로베니아 |
| 연도       | 출전       | 골         |
| ---------- | ---------- | ---------- |
| 1992       | 1          | 0          |
| 1993       | 2          | 0          |
| 1994       | 9          | 1          |
| 1995       | 7          | 0          |
| 1996       | 3          | 0          |
| 1997       | 2          | 0          |
| 1998       | 5          | 0          |
| 합계       | 29         | 1          |